# Dianthus japonicus
Dianthus japonicus — вид квіткових рослин з родини гвоздикових.

## Біоморфологічна характеристика
Це багаторічна рослина 15–50 см заввишки. Край листя з волосками. Квіти 5-пелюсткові, 1.5 см в діаметрі, біло-рожевого забарвлення.

## Проживання
Росте в Японії та Кореї.
Населяє прибережний піщаний ґрунт.

## Використання
Має декоративне використання.